# تیت بلانش
تیت بلانش (به لاتین: Tête Blanche) یک کوه در سوئیس است که در کانتون وله واقع شده‌است. تیت بلانش ۳٬۷۱۰ متر بالاتر از سطح دریا واقع شده‌است.